# 拉瓦尼亞河
44°21′12″N 9°20′25″E / 44.3532°N 9.3402°E

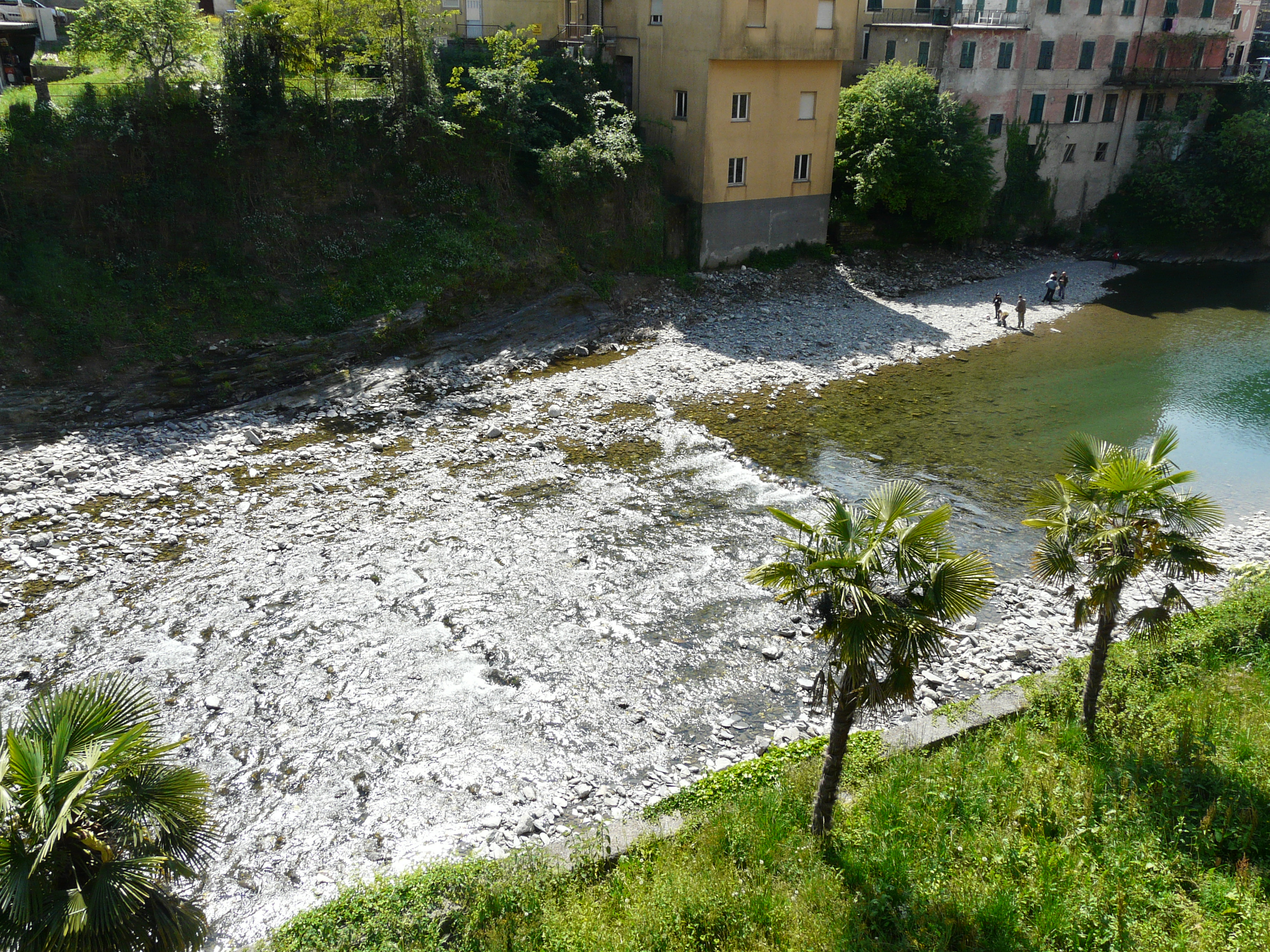

拉瓦尼亞河是意大利的河流，位於該國西北部利古里亞大區，處於熱那亞省，發源自內伊羅內附近，河口處在卡拉斯科附近。